# Асимптотическая формула Вейля
Асимптотическая формула Вейля связывает объём риманова многообразия с асимптотическим поведением собственных значений его лапласиана.

## История
Соотношение было получено Германом Вейлем в 1911 году.
Изначально оно формулировалось только для областей евклидова пространства.
В 1912 году он представил новое доказательство на основе вариационных методов.

## Формулировка
Пусть {\displaystyle \Omega } — {\displaystyle d}-мерное риманово многообразие.
Обозначим через {\displaystyle N(\lambda )} число собственных значений (с учётом кратности),
не превосходящих {\displaystyle \lambda }, для задачи Дирихле на {\displaystyle \Omega }.
Тогда
{\displaystyle N(\lambda )={\frac {\omega _{d}}{(2\pi )^{d}}}\cdot \operatorname {vol} \Omega \cdot \lambda ^{d/2}+o(\lambda ^{d/2})},
где {\displaystyle \omega _{d}} обозначает объем единичного шара в {\displaystyle d}-мерном евклидовом пространстве.

### Уточнения
Оценка на остаточный член была многократно улучшена.
- В 1922 г. Рихард Курант улучшил её до {\displaystyle O(\lambda ^{(d-1)/2}\log \lambda )}.
- В 1952 году Борис Левитан доказал более жесткое ограничение {\displaystyle O(\lambda ^{(d-1)/2})} для замкнутых многообразий.
- Роберт Сили[англ.] обобщил эту оценку, в частности, включил определенные евклидовы области, в 1978 году.[3]

Предположительно, следующий член в асимптотике при {\displaystyle \lambda ^{(d-1)/2}} пропорционален площади границы {\displaystyle \Omega }. С учётом этого члена, оценка на остаточный член должна быть {\displaystyle o(\lambda ^{(d-1)/2})}.
В частности, при условии отсутствия границы оценка на остаточный член в формуле выше должна быть {\displaystyle o(\lambda ^{(d-1)/2})}.
- В 1975 году Ганс Дейстермаат[англ.] и Виктор Гийемин[англ.] доказали оценку {\displaystyle o(\lambda ^{(d-1)/2})} при некоторых дополнительных условиях общего положения.[4]
  - Последнее было обобщенно Виктором Иврием в 1980 году.[5] Это обобщение предполагает, что множество периодических траекторий бильярда в {\displaystyle \Omega } имеет меру 0. Последнее, возможно, выполняется для всех ограниченных евклидовых областей с гладкими границами.